# Wardruna
Wardruna is een Noors muziekproject, geïnspireerd door de Noorse mythologie en het oude runenschrift.
Wardruna speelt darkfolk op traditionele instrumenten met liedteksten in het Oudnoords. De kern van de groep werd gevormd door oprichters Einar Selvik (componist, zanger en multi-instrumentalist), Kristian Eivind Espedal (zanger) en Lindy Fay Hella (zangeres), maar Gaahl heeft de band na het tweede album verlaten. Op het podium komen er vier bandleden bij. In 2009 begon Wardruna aan een muzikale trilogie met het album Runaljod - Gap Var Ginnunga, in 2013 gevolgd door Runaljod - Yggdrasil en in 2016 door Runaljod - Ragnarok. Latere albums zijn Skald (een solo-album waarop alleen Einar te horen is) en Kvitravn.
In januari 2025 volgde het album Birna.